# Слёзовка
Слёзовка — река на Дальнем Востоке России. Протекает по территории Среднеколымского улуса Якутии.
Длина реки составляет 128 км, площадь водосборного бассейна — 1850 км². Впадает в Колыму справа на расстоянии 715 км от устья.
По данным государственного водного реестра России относится к Анадыро-Колымскому бассейновому округу. Код водного объекта — 19010100412119000042044.

## Притоки
Объекты перечислены по порядку от устья к истоку.
- 13 км: Афанасия
- 29 км: Балтагай
- 32 км: река без названия
- 36 км: река без названия
- 48 км: река без названия
- 85 км: Ирюммас
- 87 км: Небтима
- 90 км: река без названия
- 94 км: река без названия
- 96 км: Левая Слёзовка
- 106 км: река без названия
- 112 км: река без названия